# Murdschi'a
Murdschi'a (arabisch مرجئة, DMG Murǧiʾa ‚Aufschieber‘) ist der Name einer religiös-politischen Bewegung des Islam, die sich während der Umayyadenzeit (661–750) in Kufa bildete und danach strebte, die nach der ersten Fitna (kriegerische Auseinandersetzungen innerhalb der islamischen Gemeinschaft) eingetretene Spaltung unter den Muslimen zu überwinden. Nachdem sie sich auch nach Chorasan und Transoxanien verbreitet hatte, setzte sie sich besonders für die Interessen der Mawālī ein. Auf dogmatischer Ebene zeichnete sich die Bewegung durch ein spezielles Verständnis des Glaubens (īmān) aus, das die Handlungen des Menschen ausklammert. Ende des 8. Jahrhunderts ging die murdschi'itische Theologie eine Symbiose mit der hanafitischen Rechtsschule ein. Aufgrund des allgemein schlechten Ansehens der Murdschi'a haben sich die Hanafiten allerdings später von dieser Bewegung distanziert. In der Gegenwart wird der Begriff Murdschi'a vor allem polemisch verwendet, und zwar von Islamisten und Salafisten, die damit solche Muslime kennzeichnen, die sich nach ihrer Ansicht nicht genügend für die Anwendung der Scharia einsetzen.
Der Name der Murdschi'a ist von dem aktiven Partizip murǧiʾ des arabischen Verb arǧaʾa („aufschieben, zuwarten“) abgeleitet. Er nimmt Bezug auf Sure 9:106 des Korans, wo es heißt: „Und mit anderen wird zugewartet, bis Gott über sie entscheidet (wa-āḫarūn murǧaʾūn li-amri Llāh). Entweder bestraft er sie, oder er wendet sich ihnen (gnädig) wieder zu.“ Die theologische Position der Murdschi'a wird auf Arabisch als Irdschā'  (irǧāʾ) bezeichnet.

## Anfänge
Nach Muhammad ibn Saʿd und anderen arabischen Quellen geht die Murdschi'a-Bewegung auf Hasan, den Sohn des Muhammad ibn al-Hanafīya zurück. Er war in Kufa ansässig und verfasste in den frühen 690er Jahren einen offenen Brief, in dem er die Lehre entwickelte, dass entsprechend Sure 9:106 das Urteil über die Menschen, die sich an der Fitna beteiligt hätten, also Talha, az-Zubair ibn al-ʿAuwām, ʿAlī ibn Abī Tālib und Uthman ibn Affan, aufgeschoben werden müsse, bis Gott (im Jenseits) über sie entscheide. Damit nahm er unmittelbar auf die Ansichten der Charidschiten, Schiiten und Umayyaden Bezug, die je nach Position verschiedene dieser Personen zu Ungläubigen erklärten. Hasan lehrte, dass sich die Muslime jeglicher Parteinahme enthalten sollten, da allein Gott über diese Menschen urteile. Nach dem aus dem Koran übernommenen Begriff für das Aufschieben des Gottesurteils ist der offene Brief Hasans als „Buch der Aufschiebung“ (Kitāb al-Irǧāʾ) bekannt geworden, und diejenigen Personen, die sich seiner Lehre anschlossen, wurden „Aufschieber“ (Murdschi'a) genannt. Andere arabische Quellen nennen noch zwei weitere Personen aus Kufa als Gründer der Murdschi'a-Bewegung: Dharr ibn ʿAbdallāh und Qais ibn Abī Muslim.
Schon in dieser frühen Zeit scheint die Bewegung auf Widerspruch gestoßen zu sein. Ibrāhīm ibn Yazīd an-Nachaʿī (st. 715), einer der wichtigsten Rechtsgelehrten von Kufa zu jener Zeit, wird mit der Aufforderung zitiert, man solle nicht mit den Murdschi'a sprechen und auch nicht mit ihnen zusammensitzen. Die Murdschi'a sollen ihm verhasster gewesen sein als Juden und Christen.

## Einsatz für die Rechte der Mawālī
Um die Wende zum 8. Jahrhundert erhielt die Murdschi'a eine neue politische Rolle, indem sie begann, in Chorasan und Transoxanien für die Rechte der Mawālī zu kämpfen. Im Jahre 718/9 beschwerte sich ein murdschi'itischer Maulā, Abū s-Saidāʾ, bei dem umayyadischen Kalifen ʿUmar ibn ʿAbd al-ʿAzīz darüber, dass 20.000 Mawālī in Chorasan in der Armee ohne Sold dienten und eine ähnliche Zahl neuer Konvertiten zur Zahlung der Dschizya gezwungen sei. ʿUmar sorgte daraufhin dafür, dass diese neuen nicht-arabischen Konvertiten den Arabern gleichgestellt wurden. 728/9 wurde Abū s-Saidāʾ von dem umayyadischen Gouverneur in Chorasan beauftragt, den Islam in Transoxanien zu verbreiten, mit dem Versprechen, dass den neuen Konvertiten die Dschizya-Zahlung erlassen würde. Als dieses Versprechen von umayyadischer Seite gebrochen wurde und die sogdischen Konvertiten Widerstand leisteten, schloss sich Abū s-Saidāʾ mit einigen anderen Murdschi'iten ihrem Aufstand an. Er und Thābit Qutna, ein anderer murdschi'itischer Kämpfer, wurden daraufhin gefangengesetzt.

## Die Sezession des Hārith ibn Suraidsch
Im Jahre 734 zettelte der arabische Kämpfer al-Hārith ibn Suraidsch, ein Mann, der eng mit den Murdschiʾiten von Abū s-Saidāʾ verbunden war, in Chorasan einen Aufstand gegen die Umayyaden an. Ibn Suraidsch, der in einer öffentlichen Erklärung forderte, dass der Gouverneur von Chorasan durch eine Schura gewählt werden und gemäß dem Buch Gottes und der Sunna des Propheten handeln müsse, konnte die chorasanische Stadt Balch erobern. Nach einer Niederlage gegen umayyadische Truppen verbündete er sich mit nicht-muslimischen türkischen Stammesführern, die in dieser Zeit von Transoxanien aus die Araber bekämpften.
Zwar konnte der umayyadische Gouverneur Ibn Suraidsch und seinen türkischen Verbündeten 737 eine Niederlage beibringen, doch gelang es ihm nicht, Ibn Suraidsch endgültig zu besiegen. Er zog sich für die folgenden Jahre in das nördliche Transoxanien zurück und lebte dort auf dem Gebiet türkischer Stammesverbände, die einem buddhistischen Glauben anhingen. Sekretär von Ibn Suraidsch war ein Dschahm ibn Safwān. Ihm wird nachgesagt, dass er mit buddhistischen Mönchen, die in den arabischen Quellen als Sumanīya bezeichnet werden, Streitgespräche geführt habe. Ibn Suraidsch kehrte erst 743 auf islamisches Gebiet ein, nachdem der kufische Rechtsgelehrte Abū Hanīfa für ihn bei dem Kalifen Yazid III. Fürsprache eingelegt und seine Begnadigung erwirkt hatte.

## Der Kreis um Abū Hanīfa
Auch Abū Hanīfa selbst wurde nachgesagt, ein Murdschi'it zu sein. In einem Brief, den er nach Basra an den Tuchhändler ʿUthmān al-Battī (st. 760) sandte, lehnte er diese Bezeichnung zwar für sich selbst ab, verteidigte aber gleichzeitig die Personengruppe, die mit diesem Begriff belegt wurde, als honorige und rechtgläubige Menschen. Außerdem bekräftigte er darin die murdschi'itische Lehre, dass ein Muslim, der eine große Sünde begehe, immer noch als ein Gläubiger (muʾmin) anzusehen sei. Nach seiner Auffassung waren alle Ahl al-Qibla, also diejenigen Menschen, die nach Mekka beten, als Gläubige anzusehen.
Die spätere islamische Doxographie, die „Abū Hanīfa und seine Gefährten“ als eine Untergruppe der Murdschiʾa nennt, schreibt ihnen die Lehre zu, der Glaube (īmān) bestehe allein aus der Kenntnis (maʿrifa) und dem öffentlichen Bekenntnis (iqrār) zu Gott, seinen Propheten und ihrer Botschaft, „summarisch, ohne Erläuterung im Detail“. Eine Anekdote muʿtazilitischen Ursprungs karikiert die Nachsichtigkeit Abū Hanīfas in diesem Punkt. Er soll sogar solche Menschen als Gläubige akzeptiert haben, die das Schweinefleischverbot kannten, es aber auf etwas anderes als das, was gemeinhin als „Schwein“ bezeichnet wird, bezogen, die die Wallfahrtspflicht kannten, aber zu einer anderen Kaaba pilgerten als der von Mekka, die das Prophetentum Mohammeds anerkannten, aber damit eigentlich irgendeinen „Neger“ (zanǧī) meinten. Glaube, so berichtet die islamische Doxographie weiter, war nach der Meinung Abū Hanīfas Lehre nicht teilbar und kann auch nicht zu- oder abnehmen.
Schüler Abū Hanīfas wie Abū Mutīʿ al-Balchī und Abū Muqātil as-Samarqandī verbreiteten in der nachfolgenden Zeit in seinem Namen murdschiʾitische Glaubenslehren in Chorasan und Transoxanien. Hier arbeiteten sie auch mit Werken, die sie Abū Hanīfa zuschrieben, wie dem „Buch des Lehrers und des Lernenden“ (Kitāb al-ʿĀlim wa-l-mutaʿallim) und dem Werk „die ausgebreitete Erkenntnis“ (al-Fiqh al-absaṭ). Diese Werke bildeten die Grundlage der späteren hanafitischen Theologie, einschließlich seiner māturīditischen Ausformulierung. Auf diese Weise gingen hanafitisches und murdschiʾitisches Gedankengut eine feste Verbindung ein. In Abū Hanīfas Einsatz für den Anspruch der Mawālī auf Anerkennung als vollwertige Muslime liegt auch eine Erklärung, warum sich seine Rechtsschule besonders bei den Türken in Ostiran und Zentralasien verbreitet hat.

## Die Opposition gegen die Murdschi'a
Starke Opposition gegenüber den murdschi'itischen Lehre kam schon Ende des 8. Jahrhunderts von traditionalistischen Kreisen in Kufa und Basra. Sie sagten den Murdschi'iten eine Neigung zu moralischer Laxheit nach und schlossen sie aus dem Islam aus. Das hing damit zusammen, dass die Murdschi'iten generell keinen Unterschied zwischen Islam und Glauben (īmān) machten und den großen Sünder ebenfalls als Gläubigen einstuften. Die Gegner der Murdschi'iten, allen voran Sufyān ath-Thaurī, zogen dagegen die Grenzen des Glaubens sehr eng. Sie meinten, dass man nicht einmal von sich selbst wissen könne, ob man ein Gläubiger sei, und verlangten, dass man eine solche Aussage immer mit dem istithnā' , der Ausnahme-Formel: „so Gott will“, versehen müsste. Die Murdschi'iten lehnten umgekehrt den Istithnā'  ab und verspotteten diejenigen, die ihn ausübten, als „Zweifler“ (šukkāk).
Zu denjenigen, die im frühen 9. Jahrhundert gegen die Murdschi'a zu Felde zogen, gehörte Abu ʿUbaid al-Qāsim Ibn Sallām (st. 838). Er benutzte den sogenannten „Hadith der Teile“ (ḥadīṯ aš-šuʿab) in seiner Polemik gegen sie. Er lautet: „Der Glaube besteht aus mehr als siebzig Teilen (šuʿba). Der höchste davon ist die Aussage, dass es keinen Gott außer Allāh gibt. Der niedrigste davon ist, einen gefährlichen Gegenstand von der Straße zu räumen. Auch Verschämtheit ist ein Teil des Glaubens.“ Darin sah Abu ʿUbaid einen Beleg dafür, dass die murdschi'itische Lehre von der Unteilbarkeit des Glaubens falsch ist.
Allgemein wurde der Begriff Murdschi'a im Laufe des 9. Jahrhunderts zur Bezeichnung für all diejenigen Theologen, die die Grenzen des Glaubens sehr weit zogen und dabei die Werke ausklammerten. Das konnten auch Muʿtaziliten sein wie Abū l-Husain as-Sālihī, der gegen Ende des 9. Jahrhunderts lebte. Von ihm überliefert al-Aschʿarī, dass er den Glauben allein auf Gotteserkenntnis reduzierte, die wiederum mit Gottesliebe identisch sei. Das Gebet erkannte er nicht als Gottesdienst an, weil er den Glauben als den einzigen Gottesdienst betrachtete.
Durch eine derartige Verwendung des Begriffs verschlechterte sich in den zentralen Gebieten des Abbasidenreiches das Ansehen der Murdschi'a immer weiter. Ahmad ibn Hanbal schloss in einer seiner Bekenntnisschriften die Anhänger dieser Strömung zusammen mit der Qadarīya, den Rāfida und der Dschahmīya, womit er die Anhänger der Muʿtazila meinte, aus dem Islam aus. Dieses harte Urteil wurde auch von späteren Hanbaliten wie Ibn Taimīya übernommen. Ibn Taimīya unterschied allerdings zwischen zwei Arten von Murdschi'a, den „Fiqh-orientierten Murdschi'a“ (murǧiʾat al-fuqahāʾ) auf der einen Seite, zu denen er Abū Hanīfa zählte, und den „Kalām-orientierten Murdschi'a“ (murǧiʾat al-kalām) bzw. den „extremen Murdschi'a“ (ġulāt al-murǧiʾa) auf der anderen Seite, womit er vor allem Dschahm ibn Safwān und seine Anhänger meinte. Beide Gruppen waren seiner Meinung nach von der wahren Lehre abgewichen, doch war er gegenüber der ersten Gruppe versöhnlich, während er der zweiten Gruppe feindlich gegenüberstand. Den Unterschied zwischen den Lehren von Abū Hanīfa und Dschahm sah Ibn Taimīya darin, dass Abū Hanīfa den Glauben als „Für-Wahr-Halten im Herzen“ (taṣdīq bi-l-qalb) und „Bekräftigung mit der Zunge“ (iqrār bi-l-lisān) definierte, Dschahm ihn dagegen nur auf das „Für-Wahr-Halten im Herzen“ beschränkte.
Das schlechte Ansehen der Murdschi'a als häretischer Gruppierung führte dazu, dass sich in der frühen Neuzeit die Hanafiten darum bemühten, ihre Gruppierung von dem Makel der Zugehörigkeit zur Murdschi'a reinzuwaschen. So verfasste zum Beispiel der hanafitische Rechtsgelehrte ʿAlī al-Qārī um die Wende zum 17. Jahrhundert drei Schriften, um aufzuzeigen, dass die Hanafiten keinerlei Beziehung zu den Murdschi'a haben.

## Bedeutung in der zeitgenössischen innerislamischen Polemik
In den zeitgenössen religiös-politischen Diskursen der Muslime spielt die Murdschi'a vor allem als Kampfbegriff eine wichtige Rolle. So charakterisierten zum Beispiel in Ägypten einige der im Gefängnis einsitzenden Anhänger von Sayyid Qutb die Ansichten von Hasan al-Hudaibi, dem Anführer der Muslimbruderschaft, als murdschi'itisch. Der Ägypter Tāriq ʿAbd al-Halīm, der sich unter dem Eindruck des Prozesses und der Hinrichtung von Sayyid Qutb in den 1960er Jahren radikalisierte und in den 1970er Jahren den Lehren Ibn Taimīyas zuwandte, verfasste 1979 mit seinem Buch Ḥaqīqat al-īmān („Wahrheit des Glaubens“) die erste moderne anti-murdschi'itische Polemik. Auch sie richtete sich gegen al-Hudaibī und die gemäßigten Muslimbrüder. ʿAbd al-Halīm meinte, dass diese den Glauben unzulässigerweise auf „Für-Wahr-Halten“ (taṣdīq) beschränkten, ohne ihn mit äußerer „Bekräftigung“ (iqrār) und „Gehorsam“ (ṭāʿa) zu verbinden.
Der saudische Gelehrte Safar al-Hawālī, der sich selbst der Salafīya zurechnet, fasste in den 1980er Jahren in Mekka unter der Leitung von Muhammad Qutb, dem Bruder von Sayyid Qutb, eine Dissertation über „Das Phänomen des Irdschā' im islamischen Denken“ (Ẓāhirat al-irǧāʾ fī l-fikr al-islāmī) ab, in der er die laxe und nachgiebige Haltung seiner Mitmuslime gegenüber den Politikern, die sich nicht an den Islam halten, als Irdschā' geißelte und zu einer „Für-Ungläubig-Erklärung“ (Takfīr) dieser Politiker im Sinne Sayyid Qutbs aufrief. Außerdem greift der dschihadistische Ideologe Abū Muhammad al-Maqdisī in seiner Polemik gegen diejenigen, die das Prinzip des al-Walā' wa-l-barā' nicht anwenden, häufig auf diesen Kampfbegriff zurück. Die IS-Organisation veröffentlichte im März/April 2015 in ihrer Propagandazeitschrift Dabiq einen Artikel, in dem sie Irdschā' als „die gefährlichste Bidʿa“ beschrieb.